# 마테오 비안케티
마테오 비안케티(이탈리아어: Matteo Bianchetti, 1993년 3월 17일 ~ )는 크레모네세에서 수비수로 뛰는 이탈리아의 축구 선수다.